# Таляйшвайлер-Фрешен
Таляйшвайлер-Фрешен (нім. Thaleischweiler-Fröschen) — громада в Німеччині, розташована в землі Рейнланд-Пфальц. Входить до складу району Південно-Західний Пфальц. Складова частина об'єднання громад Таляйшвайлер-Вальгальбен.
Площа — 12,27 км2. Населення становить 3237 ос. (станом на 31 грудня 2020).

## Галерея

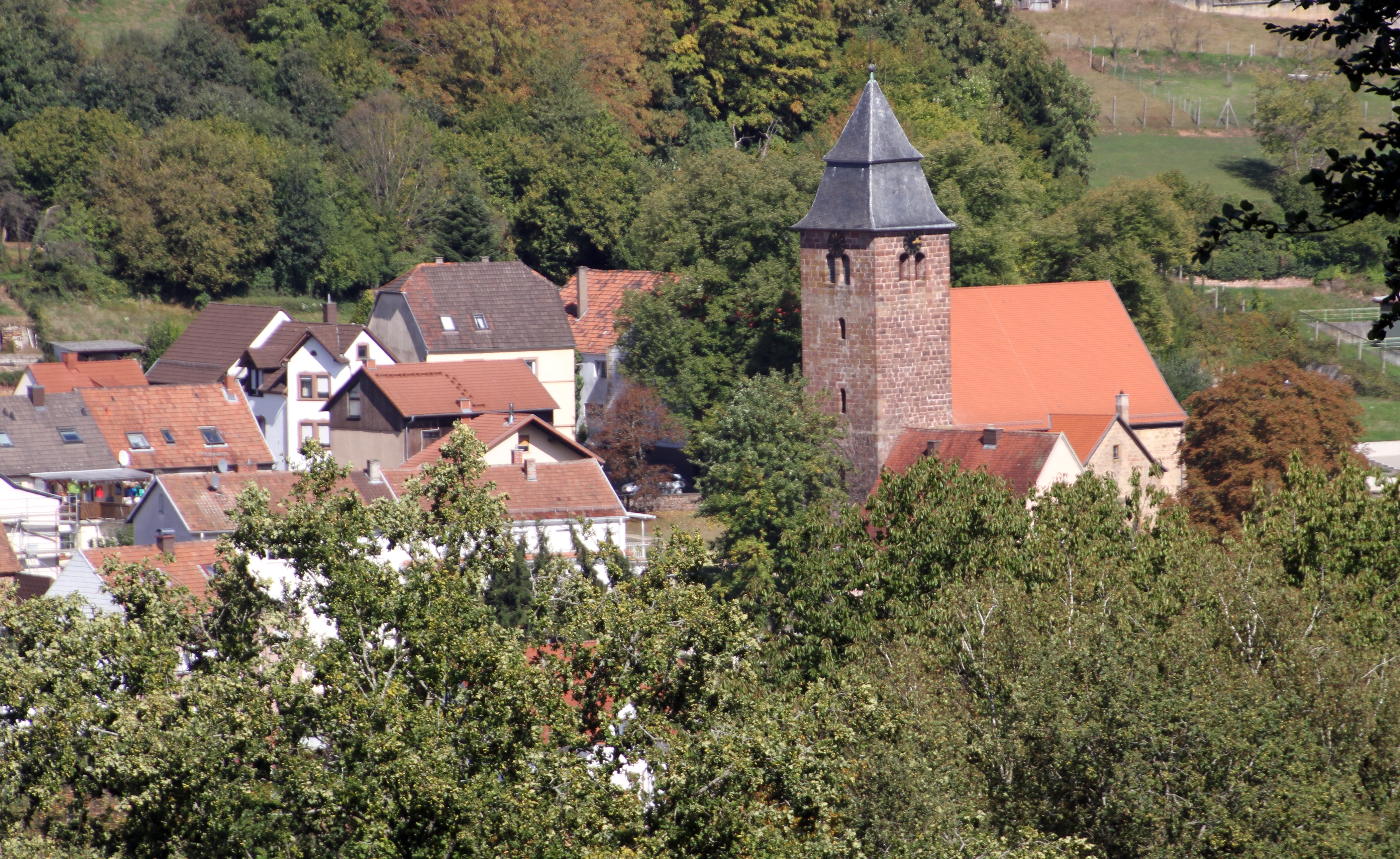
Таляйшвайлер
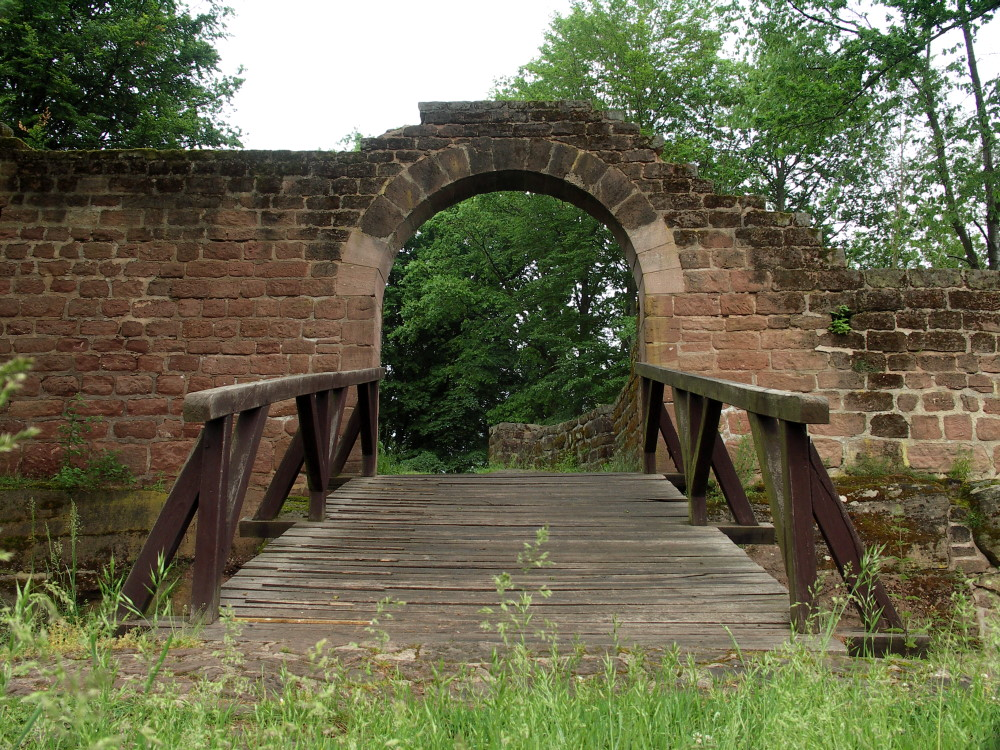
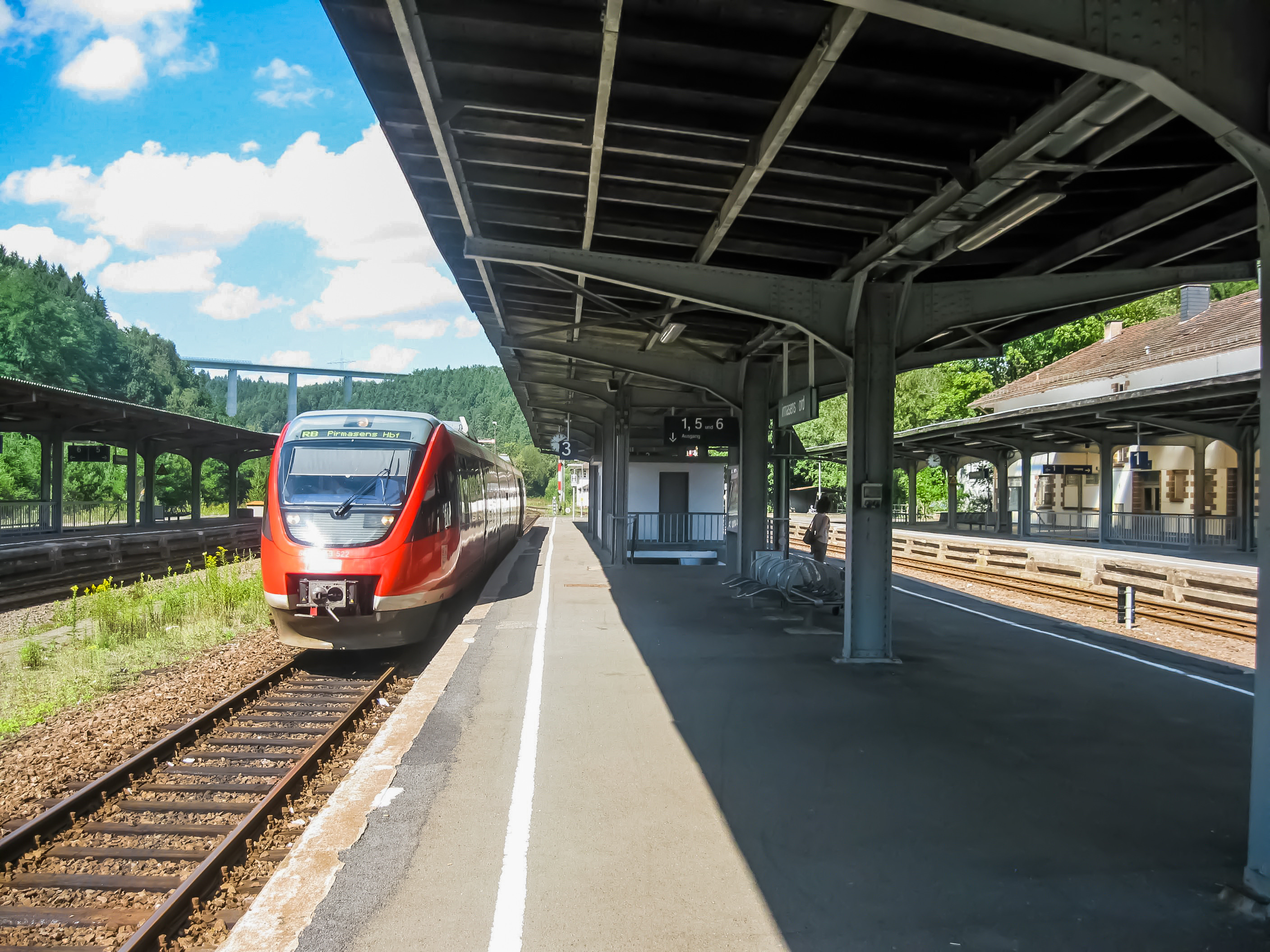